# Ungra (fiume)
L'Ungra (in russo Унгра?) è un fiume della Siberia orientale, affluente di destra dell'Aldan (bacino idrografico della Lena). Scorre nel Nerjungrinskij rajon della Sacha (Jacuzia), in Russia.

## Descrizione
Il fiume è formato dalla confluenza dei fiumi Levaja Ungra (Ungra di sinistra) e Pravaja Ungra (Ungra di destra) che hanno origine dalla cresta Zvereva (Кряж Зверева) nella parte nord-orientale dei monti Stanovoj. L'Ungra ha una lunghezza  di 107 km, l'area del suo bacino è di 6 730 km². Scorre in direzione nord e sfocia nel fiume Aldan a 1 985 km dalla sua foce nella Lena. 